# Thosporn Ijoy
Thosporn Ijoy (thailändisch ทศพร ไอจ้อย; * 13. Januar oder 13. Februar 1992) ist ein thailändischer Fußballspieler.

## Karriere
Thosporn Ijoy stand bis Dezember 2020 beim Drittligisten Muang Loei United FC unter Vertrag. Wo er vorher gespielt hat, ist unbekannt. Mit dem Verein aus Loei spielte er in der North/Eastern Region der Liga. Im Januar 2021 wechselte er in die Eastern Region. Hier schloss er sich in Rayong dem Pluakdaeng United FC an. Pattaya Dolphins United, ein Verein aus dem Seebad Pattaya, der ebenfalls in der Eastern Region spielte, nahm ihn im Juni 2021 unter Vertrag. Am Ende der Saison 2021/22 feierte er mit den Dolphins die Meisterschaft der Region. In den Aufstiegsspielen zur zweiten Liga konnte man sich jedoch nicht durchsetzen. Die Saison 2022/23 schloss man ebenfalls als Meister ab. Auch hier konnte man sich in den Aufstiegsspielen nicht durchsetzen. Da MH Nakhonsi City FC die Lizenz für die zweite Liga verweigert wurde, stieg Pattaya in die zweite Liga auf. Sein Zweitligadebüt gab Ijoy am 19. August 2023 (2. Spieltag) im Auswärtsspiel gegen den Erstligaabsteiger Lampang FC. Bei dem 2:1-Auswärtserfolg wurde er in der 68. Minute für den verletzten Brasilianer Alex Flávio eingewechselt. Am Ende der Saison 2024/25 belegte er mit Pattaya den 16. Tabellenplatz und musste somit in die dritte Liga absteigen.

## Erfolge
Pattaya Dolphins United
- Thai League 3 – East: 2021/22
- Thai League 3 – East: 2022/23